# Gare de Goathland
La gare de Goathland (en anglais Goathland station) est une gare du North Yorkshire Moors Railway et dessert le village de Goathland, du borough de Scarborough dans le Yorkshire du Nord en Angleterre.
Elle est connue pour avoir été régulièrement utilisée dans des tournages.

## Service des voyageurs

### Accueil
La gare dispose d'un parking ainsi qu'un bâtiment voyageur reconverti en salon de thé.

### Desserte
La gare est desservie uniquement par des trains touristiques.

## Dans la culture populaire
La gare est connue pour avoir régulièrement été utilisée dans différents tournages.

### Cinéma
- Elle a été utilisée comme gare de Pré-au-Lard dans différents films Harry Potter.
- Elle apparait dans le film Secrets de famille.

### Télévision
- Dans la série télévisée Heartbeat, elle a été utilisée comme gare d'Aidensfield.
- Elle apparait dans la saison 4 de All Creatures Great and Small en tant que gare de Mannerton.

### Musique
- Dans le clip de Holding Back the Years de Simply Red.